# 山本進一 (農学者)
山本 進一（やまもと しんいち、1952年（昭和27年）7月22日 - 2022年（令和4年）9月3日）は、日本の農学者、農学博士。国立大学法人の理事や副学長など、大学・研究機関における要職を歴任した。
岡山大学名誉教授、名古屋大学名誉教授、研究大学コンソーシアム（RUC）全体会議初代議長、一般社団法人リサーチ・アドミニストレータースキル認定機構初代機構長であった。
専攻は森林科学（特に森林生態学、森林生命科学）。大阪府出身。

## 生涯
名古屋大学教授、同大学理事・副総長、岡山大学理事・副学長、同大学エグゼクティブ・アドバイザー、大学共同利用機関法人自然科学研究機構客員教授、独立行政法人大学改革支援・学位授与機構研究開発部長・同客員教授などを務めた。2019年4月より豊橋技術科学大学理事・副学長（研究・国際・SDGs・内部統制担当）を務めていたが、在任中の2022年9月3日に死去。70歳。

## 年表
- 1976年 - 鳥取大学農学部林学科卒業
- 1984年 - 京都大学大学院農学研究科修了
- 1987年 - 岡山大学農学部助教授
- 1996年 - 名古屋大学農学部教授
- 1997年 - 北海道大学低温科学研究所客員教授
- 2002年 - 名古屋大学農学部長・大学院生命農学研究科研究科長
- 2004年 - 同理事・副総長（研究・国際交流・産学官連携）
- 2006年 - 日本学術会議連携会員
- 2009年 - 名古屋大学総長顧問
- 2010年 -
  - Research Fellow of Institute of Global Low‐carbon Economy,University of International Business and Economics, Beijing, China
  - 独立行政法人大学改革支援・学位授与機構研究開発部客員教授（併任）（後に部長）
- 2011年 - 岡山大学理事・副学長（研究担当）
- 2013年 - 名古屋大学名誉教授
- 2017年 -
  - 岡山大学名誉教授、同大学エグゼクティブ・アドバイザー
  - 大学共同利用機関法人自然科学研究機構客員教授[3]
  - 研究大学コンソーシアム全体会議議長（初代）[4]
- 2019年 - 豊橋技術科学大学理事・副学長（研究・国際・SDGs・内部統制担当）[5]
- 2022年 - 一般社団法人リサーチ・アドミニストレータースキル認定機構長（初代）

## 本務以外の委員
存命中に現職であったもの
- 公益財団法人名鉄国際育英会 理事
- 豊橋ユネスコ協会 理事
- 公益財団法人名古屋産業科学研究所 理事
- 独立行政法人大学改革支援・学位授与機構 高等専門学校機関別認証評価委員会 委員
- 豊橋まちなか会議 理事
- 国立大学法人長岡技術科学大学 人事委員会 委員
- 国立大学法人長岡技術科学大学 経営協議会 委員
- 独立行政法人日本学術振興会 学術情報分析センター連絡会議 委員
- 研究大学コンソーシアム 全体会議 議長
- 林野庁中部森林管理局「木曽悠久の森」管理委員会 委員（委員長）

## 活動
- 大学経営、特に研究や産学官連携分野における理事・副総長・副学長を長きに渡り歴任しており、当該分野の文部科学省などの委員なども歴任。研究力分析とその強化促進や研究者人事評価制度改革などに携わってきた[6][7]。
- リサーチ・アドミニストレーター (URA) の活動においては、研究支援（サポート）人材ではなく、経営管理（マネジメント）人材としての運用をいち早く国の補助金ではなく、大学の自主経費で取り組み、企画業務型裁量労働制の導入や研究制度改革などを実施。文部科学省「研究大学強化促進事業」などを利用して地方国立大学の研究力強化促進に尽力していた[8][9]。
- 研究の専門である森林科学では、森林生態学を中心として多くの研究成果とともに、木曽ヒノキ林などの森林や植物の保護活動を行っていた[10]。
- 日本の研究大学のコンソーシアムである「研究大学コンソーシアム」の初代全体会議議長を務めており、わが国の研究大学における研究力向上、特に旧帝国大学（第一レイヤー）の次ぐ研究大学群（第二レイヤー）の底上げや地域の中核となる研究大学群の育成、URA定着などに深く関与していた[11]。

## 山本進一記念賞
大学における研究開発マネジメントの体制強化、そして大学の枠をこえて、URAをはじめとする研究開発マネジメント人材の育成と地位向上に、先駆的に務めてきた功績などを称え、2024年に「山本進一記念賞」が創設された。
本賞は、大学等における研究開発マネジメントに関する好事例及びそのチーム（URAや技術職員、研究者、事務職員など）を表彰するものである。
運営主体は研究大学コンソーシアムであり、事務局は岡山大学と自然科学研究機構の共同事務局体制で運営されている。

## 間連項目
- 名古屋大学
- 岡山大学
- 豊橋技術科学大学
- 大学改革支援・学位授与機構
- 研究大学コンソーシアム
- リサーチ・アドミニストレータースキル認定機構
- 研究大学
- リサーチ・アドミニストレーター（URA）
- 山本進一記念賞